# Irina Fjodorovna Godunova orosz cárné
Irina Fjodorovna Godunova (1557 – Moszkva, 1603. október 29./november 8./17.), kolostori neve: Alekszandra, oroszul: Ирина (Александра) Фёдоровна Годунова, tatárul: Ирина Фёдор кызы Годунова, a házassága révén orosz cárné. Borisz Godunov orosz cár húga.

## Élete
Apja Fjodor Ivanovics Godunov „Krivoj” (a Görbe), édesanyja Sztyepanyida Ivanovna. Bátyja Borisz Godunov orosz cár. A családja feltehetőleg tatár felmenőkkel (is) rendelkezett.
1580-ban feleségül ment Fjodor Ivanovics orosz nagyherceghez, aki 1582-ben a bátyja, Iván Ivanovics nagyherceg halála után lépett elő trónörökössé. Apósa, IV. (Rettegett) Iván gyilkolta meg a saját fiát egy családi vita hevében. Férje az apja halála (1584) után lett orosz cár I. Fjodor néven. Házasságuk sokáig gyermektelen maradt, amiért a korban általánosan a feleséget, azaz Irina cárnét tették felelőssé. Főleg akkor vált égető kérdéssé a trónöröklés kérdése, amikor rejtélyes körülmények között meghalt a sógora, I. Fjodor nyolcéves öccse, Dmitrij cárevics 1591. május 25 (május 15)-én. Irina cárnéra elég nagy nyomás nehezedett ekkor, hiszen a Rurik-dinasztia moszkvai ágának a sorsa függött a cárné termékenységén, ugyanis ha a férje gyermek hátrahagyása nélkül halna meg, az uralkodóház feje, valamint a trón várható örököse ezáltal a sujszkiji ágból származó (IV.) Vaszilij, Sujszkij hercege lenne.
A cárné végül Dmitrij halálát követően megfogant, és a következő évben világra hozta a Rurik-ház új reménységét, és bár a várva-várt fiú helyett lány született, de így is nagy öröm volt a nagyhercegnő születése. Feodoszija 1592. június 8. (május 29)-én született meg. Az utódlást azonban csak rövid ideig sikerült megoldani, mert a cárevna 1594. február 4 (január 25)-én elhunyt. Irina több gyermeket nem szült, így amikor a férje 1598. január 17 (január 7)-én meghalt, a trónöröklést rendezetlenül hagyta. A férje halála után Irina rögtön átvette az uralkodói jogok gyakorlását, de az orosz duma nem hagyta ezt jóvá, és új cár megválasztása céljából első alkalommal összehívott országos gyűlés, a zemszkij szobor a Rurik-dinasztia mellékágainak mellőzésével az elhunyt I. Fjodor cár sógorát és az özvegy cárné bátyját, Borisz Godunovot választotta cárrá. Irina ekkor a Novogyevicsij-kolostorba vonult be, és felvette az Alekszandra nevet. A családja bukását már nem érte meg, mert 1603. október 29./november 8.-án elhunyt.
Földi maradványait a moszkvai Kreml Voznyeszenszkij- (Mennybemenetel-) kolostorában temették el 1603-ban, majd azokat a bolsevikok az Arhangelszkij-székesegyházba szállították, többek között a lánya, Feodoszija cárevna csontjaival együtt 1929-ben.

## Gyermeke
- Férjétől, I. Fjodor (1557–1598) orosz cártól, 1 leaány: 
  - Feodoszija (1592–1594) orosz és moszkvai nagyhercegnő, prezumptív (feltételezett) trónörökösnő

## Családfa
| Ivan Grigorjevics Godunov | Ivan Grigorjevics Godunov |                          |                          | Agrippina N. | Agrippina N. |  |  | Ivan N. | Ivan N. |                         |                         | ? | ? |
|                           |                           |                          |                          |              |              |  |  |         |         |                         |                         |   |   |
|                           |                           |                          |                          |              |              |  |  |         |         |                         |                         |   |   |
|                           |                           | Fjodor Ivanovics Godunov | Fjodor Ivanovics Godunov |              |              |  |  |         |         | Sztyepanida Ivanovna N. | Sztyepanida Ivanovna N. |   |   |
|                           |                           |                          |                          |              |              |  |  |         |         |                         |                         |   |   |
|                           |                           |                          |                          |              |              |  |  |         |         |                         |                         |   |   |
|                           |                           |                          |                          |              |              |  |  |         |         |                         |                         |   |   |

|  |  |  |  | Irina * 1557 † 1603. X. 29./XI. 8.                     | Irina * 1557 † 1603. X. 29./XI. 8. | I. Fjodor orosz cár * 1557. V. 31. † 1598. I. 7. OO 1580 | I. Fjodor orosz cár * 1557. V. 31. † 1598. I. 7. OO 1580 |  |  |
|  |  |  |  |                                                        |                                    |                                                          |                                                          |  |  |
|  |  |  |  |                                                        |                                    |                                                          |                                                          |  |  |
|  |  |  |  | Feodoszija * 1592. V. 29./VI. 8. † 1594. I. 25./II. 4. |                                    |                                                          |                                                          |  |  |